# Perquenco
Perquenco est une commune du Chili située dans la province de Cautín de la région d'Araucanie.

## Situation
La commune de Perquenco est située au sud de la Vallée Centrale. Perquenco se trouve à 574 kilomètres à vol d'oiseau au sud de la capitale Santiago et à 40 kilomètres au nord-nord-ouest de Temuco capitale de la Région d'Araucanie.

## Démographie
En 2012, la population de la commune de Perquenco s'élevait à 7 081 habitants. La superficie de la commune est de 331 km2

## Histoire
Perquenco est fondée en tant que commune en 1894. À la fin du XIXe siècle, elle fut la capitale d'un projet d'Etat appelé royaume d'Araucanie et de Patagonie, fondé par un Français, Antoine de Tounens (1825-1878).

Position de Perquenco (en rouge) au sein de la Région d'Araucanie.